# 272-es busz (Budapest)
A budapesti 272-es jelzésű autóbusz a Kelenföld vasútállomás és Törökbálint, Márta utca között közlekedik. A viszonylat jelzése korábban 72-es volt, de a 2008-as paraméterkönyvben a jelzést megváltoztatták. A viszonylatot a MÁV Személyszállítási Zrt. üzemelteti.

## Története
2008. augusztus 21-étől a 72-es busz 272-es jelzéssel közlekedett, útvonala nem változott, továbbra is a Kosztolányi Dezső tér és Törökbálint között járt.
2009. augusztus 22-étől a Nagyszőlős utca helyett a Hamzsabégi úton járt, mert a végállomását a Kosztolányi Dezső téren áthelyezték.
2013. július 13-án bevezették a járaton az első ajtós felszállást.
2014. március 29-én, az M4-es metró átadásával egy időben, a Móricz Zsigmond körtérig hosszabbították.
2015. augusztus 31-étől a Móricz Zsigmond körtér helyett csak a Kelenföld vasútállomásig jár. Üzemideje jelentősen csökkent, csak munkanapokon a reggeli és a délutáni csúcsban közlekedik, illetve a Budaörs, benzinkút nevű megállót nem érinti.
2019. május 13-ától Törökbálinton meghosszabbított útvonalon, az újligeti Márta utcáig közlekedik.

## Járművek
A vonalon jelenleg MAN Lion’s City 12 CNG és Mercedes-Benz eCitaro típusú autóbuszok közlekednek.
A járaton 2008 és 2014 között Ikarus 435 és Volvo 7700A típusok közlekedtek vegyesen. 2014 tavaszától munkanapokon csuklós Volvo 7900A típusok, míg a hétvégi és az ünnepnapi időszakokban MAN Lion’s City típusú szóló autóbuszok közlekedtek 2015. augusztus 31-ig, majd szeptember 1-től már tisztán MAN Lion’s City típusokkal kerül kiadásra a viszonylat járműállománya. 2022. március 1-től a vonalon Mercedes-Benz eCitaro típusú autóbuszok is közlekednek.

## Útvonala
| Törökbálint, Márta utca felé |
| Kelenföld vasútállomás vá. – Koszorúslány utca – aluljáró – autópálya-bevezető – – 8102 – Törökbálint, Tó utca – Bajcsy-Zsilinszky utca – Baross Gábor utca – Szent István utca – Munkácsy Mihály utca – Sváb tér – Kápolna utca – Diósdi út – Hegyalja utca – Törökbálint, Márta utca vá. |
| Kelenföld vasútállomás felé |
| Törökbálint, Márta utca vá. – Hegyalja utca – Diósdi út – Kápolna utca – Sváb tér – Munkácsy Mihály utca – Szent István utca – Baross Gábor utca – Bajcsy-Zsilinszky utca – Tó utca – – autópálya-bevezető – Budapest, Koszorúslány utca – Kelenföld vasútállomás vá.                      |

## Megállóhelyei
| 0                                        | Kelenföld vasútállomás M végállomás | 23 | 1, 19, 49 8E, 40, 40B, 40E, 53, 58, 87, 87A, 88, 88A, 101B, 101E, 108E, 141, 150, 150B, 153, 154, 172, 173, 187, 188, 188E, 250, 250B, 251, 251A, 251E 689, 691, 710, 712, 715, 720, 722, 724, 725, 727, 731, 732, 734, 735, 736, 760, 762, 763, 764, 767, 770, 774, 775, 778, 779, 798, 799 S10 G10 S12 S30 Z30 S34 S35 S36 S40 G40 Z40 S42 Z42 G43 G44 IC, EC, EN, sebesvonat, gyorsvonat, expresszvonat, |
| 2                                        | Sasadi út                           | 22 | 8E, 40, 40B, 40E, 53, 87, 87A, 88, 88A, 108E, 139, 140, 140A, 150, 150B, 153, 154, 172, 173, 187, 188, 188E, 240 764 1172, 1173, 1174, 1175, 1176, 1177, 1183, 1184, 1185, 1188, 1190, 1194, 1201, 1205, 1212, 1215, 1216, 1229, 1251, 1253, 1254 |
| Budapest–Budaörs közigazgatási határa    |                                     |    | |
| 10                                       | Légimentők                          | ∫  | 88, 88A |
| Budaörs–Törökbálint közigazgatási határa |                                     |    | |
| 11                                       | Törökbálint vasútállomás            | 11 | 88, 88A, 172, 173 756 S10 S12 |
| 13                                       | Vasút utca                          | 9  | 88, 88A, 172, 173 |
| 14                                       | Jókai Mór utca                      | 8  | 88, 88A, 172, 173 |
| 15                                       | Deák Ferenc utca                    | 7  | 88, 88A, 172, 173 |
| 16                                       | Baross Gábor utca                   | 6  | 88 755 |
| 17                                       | Harangláb                           | 5  | 88, 88A, 140, 140B, 172, 173 755 |
| 18                                       | Munkácsy Mihály utca (hősi emlékmű) | 4  | 88, 88A, 140, 140B, 172, 173 755 |
| 19                                       | Bartók Béla utca                    | 3  | 88, 88A, 140, 140B, 172, 173 755 |
| 20                                       | Diósdi út                           | 2  | 88, 88A, 283 |
| 21                                       | Liliom utca                         | 1  | 88, 88A, 283 |
| 22                                       | Márta utca végállomás               | 0  | 88, 88A, 283 |